# Adam Christophel
Adam Christophel (* 28. Mai 1893 in Breitenbach bei Ebermannstadt; † unbekannt) war ein deutscher Jurist. Er war bis zur Eingemeindung Bürgermeister von Solln und danach als Gauführer des Nationalsozialistischen Rechtswahrerbundes (NSRB) Mitglied der Gauleitung der NSDAP des Gaues München-Oberbayern.

## Leben und Wirken
Beruflich war er am Amtsgericht München tätig, zuerst als Gerichtssekretär, später dann als Justizamtmann. In einigen Publikationen wird er als „Dr. Adam Christophel“ bezeichnet.
Er trat am 8. August 1923 in die NSDAP ein und war Gründungsmitglied der Ortsgruppe Solln. Als solcher begann er u. a. als einer der Ersten mit dem Abhalten von „völkischen Sonnenwendfeiern“. 1923 trat er auch in die 5. Kompanie des SA-Regiment München, Trupp Solln, ein. Am Hitler-Putsch vom 9. November 1923 nahm er als SA-Truppführer teil. Der neugegründeten NSDAP trat er zum 19. Juni 1925 bei (Mitgliedsnummer 7.734). In den späteren Jahren versah er in Solln verschiedenste Ämter als Ortsgruppenleiter, Kreis- und Orts-Kampfbundleiter, Bezirkstags- und Gemeinderatsmitglied, 2. Bürgermeister und schließlich 1. Bürgermeister. Als letzter Bürgermeister von Solln hatte er maßgeblichen Anteil an der 1938 erfolgten Eingemeindung in die Stadt München.
Ferner wurde Christophel Gaugruppenwalter des NSRB, Kreisgerichtsvorsitzender, Ortsgruppenamtsleiter der NSV usw. Schließlich stieg er 1938 zum Gauführer im Gau München-Oberbayern des NSRB auf, wurde SA-Obersturmbannführer im Stab der Standarte 1, Kreisabschnittsbeauftragter des Kreises München der NSDAP und kommissarischer Gauhauptstellenleiters im Gaurechtsamt. Der Dienstsitz der von ihm geleiteten Gauwaltung des NS-Rechtswahrerbundes befand sich in München, Schwanthalerstraße 10a.
Vor dem Amtsgericht und dem Landgericht München I wurde er 1924 und 1926 wegen verbotenen Aufmarsches unter freiem Himmel und verbotener Versammlung angeklagt.

## Ehrungen
- Goldenes Ehrenzeichen der NSDAP
- Blutorden
- Treudienstehrenzeichen in Bronze, Silber und Gold
- Durch Anordnung Nr. 2/42 des Reichsführers des NSRB wurde er als Ehrenmitglied in den Reichsgruppenrat Rechtspfleger berufen.